# Bulimulus adelphus
Bulimulus adelphus é uma espécie de gastrópode da família Orthalicidae.
É endémica do Equador. 
Os seus habitats naturais são: matagal árido tropical ou subtropical.
Está ameaçada por perda de habitat.